# 尼克·兰沃西
尼古拉斯·A·兰沃西（英語：Nicholas A. Langworthy，1981年2月27日）是一位美国政治人物，自2023年起担任代表紐約州第二十三國會選區联邦众议员，前纽约州共和党委员会主席。

## 外部連結
- Congresswoman Debbie Lesko （页面存档备份，存于） official U.S. House website
- Debbie Lesko for Congress （页面存档备份，存于） official campaign website
- 中的“尼克·兰沃西”
- C-SPAN內的頁面（英文）
- 美國國會國家人物傳記大辭典中的傳記
- 由華盛頓郵報維護的投票記錄
- 智慧投票计划中的傳記、投票紀錄及利益集團評級
- 聯邦選舉委員會中的競選財務報告和數據